# 1901

## أحداث

### يناير
- 22 يناير - بعد حكم دام 64 عاماً، توفيت الملكة فيكتوريا (ولدت في 1819) ملكة بريطانيا في سن 81. ليتولى ابنها الأكبر الأمير ألبرت إدوارد (1841-1910) العرش باسم الملك إدوارد السابع.

### مارس
- 14 مارس: تأسيس مدينة مكسيكالي وتقع حاليا في المكسيك.
- 25 مارس دخل الملك عبد العزيز الرياض والسيطرة على الرياض.

### أبريل
- 25 أبريل - ولاية نيو يورك تصبح أول من يطالب بلوحات معدنية للسيارات.

### مايو
- 9 مايو - أستراليا تفتح برلمانا لأول مرة في مدينة ملبورن.
- 22 مايو - الخديو عباس يصدر العفو عن أحمد عرابي وعلي فهمي والسماح لهما بالعودة لمصر.

### يونيو
- 12 يونيو - كوبا تصبح حامية أمريكية.
- 24 يونيو أول معرض للفنان بيكاسو

### سبتمبر
- 29 سبتمبر - وصل أحمد عرابي إلى مدينة السويس بعد غيبة 15 عاماً.

### ديسمبر
- 2 ديسمبر - المؤتمر الصهيوني المنعقد في بازل بسويسرا يقرر إنشاء الصندوق القومي اليهودي لشراء الأراضي في فلسطين من أصحابها العرب، وجعلها ملكية عامة لليهود، وتشغيل العمال اليهود حتى يتم تهويد الأرض المقدسة.
- 10 ديسمبر - إقامة أول حفل لتوزيع جوائز نوبل في العاصمة السويدية استكهولم، في الذكرى الخامسة لوفاة ألفريد نوبل.
- 12 ديسمبر - جوجليلمو ماركوني يستقبل أول إشارة راديو عبر المحيط الأطلنطي في نيوفنلند، بـ كندا. وكانت الحرف S بـ شفرة مورس.

## تأسيسات
- تأسيس مدينة :
  - كاليتا أوليفيا وتقع حاليا في الأرجنتين.
  - لاركانا وتقع حاليا في باكستان.
  - وايللا وتقع حاليا في أستراليا.
  - كومودورو ريفادافيا وتقع حاليا في الأرجنتين.

## أحداث غير مؤرخة
- سكوتلاند يارد تنشئ سجلاً للبصمات.
- معركة الصريف: بين الشيخ مبارك الصباح حاكم الكويت وعبد العزيز المتعب الرشيد الشمري حاكم نجد وبعض المدن الخارجه عن نجد وامير شمر.

## مواليد
- آسيا داغر
- أناستاسيا
- أنجليو سورماني
- أودون فون هورفات
- أونو كايلس
- إرنست أورلاندو لورنس
- إسحاق حلمى
- إنريكو فيرمي
- إيساكو ساتو
- البهي الخولي
- الشاذلي الخلادي
- خليل اسفندياري
- عمر بن حسن آل الشيخ
- تشارلس هوغنس
- تقي الدين الصلح
- توجو مزراحي
- جورج غالوب
- جوسيبي سانتاغوستينو
- خواكين رودريغو
- دوروثي هانسين أندرسون
- رودولفو خيل بن أمية
- روزا أوسليندر
- روفائيل بطي
- ريكاردو زامورا
- سالفاتوري كوازيمودو
- سيمون كوزنتس
- عبد الكريم الرفاعي
- عبد اللطيف الكويتي
- عبد الله اليافي
- عزيزة أمير
- عوني بكر صدقي
- غاري كوبير
- فرنر هيزنبرج
- فنسانت دو فينيو
- فيتوريو دي سيكا
- كارل أوغست فاغرهولم: رئيس وزراء فنلندا (توفي 1984)
- كارل باركس
- كارلو سيفينيني
- كلارك غيبل
- لويس كان
- لينوس باولنغ
- ليوبولد الثالث ملك بلجيكا
- مارلينه ديتريش
- ماري لويزه فلايسر
- محمد القبانجي
- محمد كامل حسين
- مصطفى فروخ
- هيروهيتو
- ياروسلاف سيفرت
- يوسف إبراهيم يزبك
- 20 فبراير - محمد نجيب، أول رئيس لجمهورية مصر العربية.
- 6 يونيو - سوكارنو، أول رئيس لـ إندونيسيا.
- 25 يونيو - تشيستر آرنولد، إحاثي وعالم نبات أمريكي.
- 4 أغسطس - لويس أرمسترونج، مغني وعازف جاز أمريكي.
- 5 ديسمبر - والت ديزني، مؤسس شركة ديزني لـ الرسوم المتحركة.

## وفيات
- إبراهيم الطباطبائي
- إسحاق بن عبد الرحمن آل الشيخ
- إليشا غراي
- الأمير شلودفيغ
- برسون كولبي تشيني
- بروك وستكوت
- بنجامين هاريسون
- بيرنهارد أبيكن
- حمود الصباح
- ريتشارد بينيت هوبارد
- عبد الله الفرج
- فرانشيسكو كرسبي
- فيكتوريا ملكة المملكة المتحدة
- محمد ثابت باشا الجركسي
- ويليام ماكينلي
- خواجة إحسان الله
- 16 يناير - الرسام السويدي بوكلن.
- 22 يناير - ملكة بريطانيا الملكة فيكتوريا.
- 27 يناير - الموسيقار الإيطالي فردي.
- 3 فبراير - فوكوزاوا يوكيتشي، كاتب ياباني.
- 27 فبراير - رئيس جمهورية البيرو ايجليسياس.
- 12 مايو - الفنان المصري عبده الحامولي.
- 15 يونيو - بشارة تقلا مؤسس جريدة الاهرام المصرية
- 4 يوليو - الفيلسوف فيسك.
- 19 يوليو - الكاتب الهولندي برينك.
- 9 سبتمبر - الرسام الفرنسي دي تولوز -لوتريك.
- 14 سبتمبر - اغتيال الرئيس الرابع والعشرون الولايات المتحدة ماكنلي على يد ليون نرولغوز.
- 30 سبتمبر - وفاة أمير أفغانستان الأمير عبد الرحمان خان
- 11 ديسمبر المستشار الألماني كونراد هوهنلة.

## نالجائزة نوبل
- في الفيزياء – الألماني فيلهلم كونراد رونتغن.
- في الكيمياء – الهولندي ياكوبس فانت هوف.
- في الطب – الألماني إميل فون بهرنغ.
- في الأدب – الفرنسي رينه سولي برودوم.
- في السلام – مناصفة بين: السويسري جان هنري دونانت، والفرنسي فريدريك باسي.